# Dorothea
Dorothea ist ein weiblicher Vorname.

## Herkunft und Bedeutung
Beim Namen Δωροθέα Dōrothéa handelt es sich um die feminine Form des griechischen Namens Δωρόθεος Dōrótheos, der sich aus den Elementen δῶρον dōron und θεός theós „Gott“ zusammensetzt und „Geschenk Gottes“ bedeutet.

## Verbreitung
Im ausgehenden 19. und beginnenden 20. Jahrhundert gehörte Dorothea zu den beliebtesten Mädchennamen in Deutschland. Im Laufe der Jahre wurde er immer seltener vergeben und geriet schließlich außer Mode. Heute wird der Name nur noch sehr selten vergeben.

## Varianten

### Weibliche Varianten
- Albanisch: Dhurata
- Bulgarisch: Доротея Doroteja
  - Diminutiv: Дора Dora
- Dänisch: Dorote, Dorte, Dorthe, Dorthea
  - Diminutiv: Ditte, Dorit, Dorrit
- Deutsch: Dorothee
  - Niederdeutsch: Dörthe
  - Diminutiv: Dora, Thea, Doro
- Englisch: Dorothy, Dortha, Dorthy
  - Diminutiv: Dee, Dodie, Dolly, Dora, Doreen, Doretta, Dorinda, Dorine, Dory, Dottie, Thea, Doria
- Estnisch
  - Diminutiv: Tiia, Tiiu
- Finnisch
  - Diminutiv: Tea, Teija, Tiia
- Französisch: Dorotée
  - Diminutiv: Théa
- Griechisch: Δωροθέα Dōrothéa
- Italienisch: Dorotea
  - Latein: Dorotheus
  - Diminutiv: Dora, Doretta
- Kroatisch: Dorotea, Doroteja
  - Diminutiv: Dora, Tea
- Lettisch: Dārta
- Litauisch: Dorotėja
  - Diminutiv: Urtė
- Mazedonisch: Доротеја Doroteja
- Niederländisch
  - Diminutiv: Dora
- Norwegisch: Dorthea
- Polnisch: Dorota
  - Diminutiv: Dosia
- Portugiesisch: Doroteia
  - Brasilianisch: Dorotéia
  - Diminutiv: Dora
- Schwedisch: Dorotea
  - Diminutiv: Thea
- Serbisch: Доротеја Doroteja
  - Diminutiv: Дора Dora
- Slawisch: Dorota
- Slowenisch: Doroteja
  - Diminutiv: Tea, Teja
- Spanisch: Dorotea
  - Diminutiv: Dora, Dorita
- Tschechisch: Dorota
- Ungarisch: Dorottya
  - Diminutiv: Dóra, Dorina, Dorka

Für weitere Varianten: siehe Theodora

### Männliche Varianten
- Griechisch: Δωρόθεος Dōrótheos
- Latein: Dorotheus
- Russisch: Дорофей Dorofej

Für weitere Varianten: siehe Theodor

## Namenstage
- 6. Februar: nach Dorothea von Kappadozien
- 3. April: nach Dorothea Copitea
- 25. Juni: nach Dorothea von Montau

## Bekannte Namensträgerinnen

### Dorothea

#### Rufname
- Dorothea von Brandenburg, mehrere Personen
- Dorothea von Sachsen, mehrere Personen
- Dorothea von Montau (1347–1394), katholische Heilige
- Dorothea von Flüe (um 1430–1487), Ehefrau des Niklaus von Flüe
- Dorothea von Dänemark und Norwegen (1520–1580), durch Heirat Pfalzgräfin bei Rhein
- Dorothea Susanne von der Pfalz (1544–1592), durch Heirat Herzogin von Sachsen-Weimar
- Dorothea von Pfalz-Simmern (1581–1631), durch Heirat Fürstin von Anhalt-Dessau
- Dorothea von Ahlefeldt (1586–1647), Gutsherrin von Kollmar, Drage, Heiligenstedten und Besitzerin des Schloss Heiligenstedten
- Dorothea Hedwig von Braunschweig-Wolfenbüttel (1587–1609), Fürstin von Anhalt-Zerbst
- Dorothea Sophie von Sachsen-Altenburg (1587–1645), Äbtissin des reichsunmittelbaren und freiweltlichen Stifts Quedlinburg
- Dorothea von Braunschweig-Wolfenbüttel (1596–1643), Markgräfin von Brandenburg
- Dorothea Sophie von Schleswig-Holstein-Sonderburg-Glücksburg (1636–1689), Kurfürstin von Brandenburg
- Dorothea Maria von Sachsen-Weimar (1641–1675), durch Heirat Herzogin des kursächsischen Sekundogeniturfürstentums Sachsen-Zeitz
- Dorothea von Pfalz-Veldenz (1658–1723), durch Heirat Herzogin von Zweibrücken
- Dorothea Lange (1681–1728), deutsche Dichterin
- Dorothea Wilhelmine von Sachsen-Zeitz (1691–1743), durch Heirat Landgräfin von Hessen-Kassel
- Dorothea Christiane Erxleben (1715–1762), erste promovierte deutsche Ärztin
- Dorothea Biehl (1731–1788), dänische Schriftstellerin und Übersetzerin
- Dorothea Viehmann (1755–1815), französisch-deutsche Märchenerzählerin
- Dorothea von Kurland (1761–1821), Herzogin von Kurland
- Dorothea Friederike Schlegel (1764–1839), deutsche Literaturkritikerin und Schriftstellerin
- Dorothea Schlözer (1770–1825), deutsche Philosophin
- Dorothea Tieck (1799–1841), deutsche Übersetzerin, unter anderem der Dramen Shakespeares
- Dorothea Douglass (1878–1960), britische Tennisspielerin
- Dorothea Maetzel-Johannsen (1886–1930), Hamburger Künstlerin
- Dorothea Lange (1895–1965), US-amerikanische Fotografin
- Dorothea Binz (1920–1947), Oberaufseherin Konzentrationslager Ravensbrück
- Dorothea Kreß (1924–2018), deutsche Leichtathletin
- Dorothea Kobs-Lehmann (1930–2014), deutsche Malerin
- Dorothea Dieckmann (* 1957), deutsche Schriftstellerin und Journalistin
- Dorothea Nürnberg (1964–2022), österreichische Schriftstellerin
- Dorothea Zwirner (* 1965), deutsche Kunsthistorikerin und Autorin
- Dorothea Röschmann (* 1967), deutsche Opernsängerin
- Dorothea Schenck (* 1971), deutsche Schauspielerin
- Dorothea Fiedler (* 1978), deutsche Chemikerin

#### Zweitname
- Angela Dorothea Merkel (* 1954), deutsche Politikerin und Bundeskanzlerin
- Maria Dorothea von Österreich (1867–1932), durch Heirat Herzogin von Orléans
- Maria Dorothea von Württemberg (1797–1855), durch Heirat Erzherzogin von Österreich
- Sophie Dorothea von Braunschweig-Lüneburg (1666–1726), bekannt als Prinzessin von Ahlden
- Sophie Dorothea von Hannover (1687–1757), ab 1713 Königin in Preußen

### Dorothee
- Dorothee Bär (* 1978), deutsche Politikerin
- Dorothee Blessing (* 1967), deutsche Bankmanagerin
- Dorothee Elmiger (* 1985), Schweizer Schriftstellerin
- Dorothee Feller (* 1966), deutsche Politikerin
- Dorothee Hartinger (* 1971), deutsche Schauspielerin
- Dorothee Jetter (* 1938), deutsche Pädagogin und evangelische Landessynode-Präsidentin
- Dorothee Kern (* 1966), deutsche Biochemikerin und ehemalige Basketballspielerin
- Dorothee Krüger (* 1982), deutsche Theater- und Filmschauspielerin
- Dorothee von Laer (* 1958), deutsche Medizinerin und Virologin
- Dorothee Markert (* 1950), deutsche feministische Philosophin, Autorin, Übersetzerin und Referentin
- Dorothee Mields (* 1971), deutsche Sopranistin und Barockmusikerin
- Dorothée Neff (* 1988), deutsche Schauspielerin
- Dorothee Oberlinger (* 1969), deutsche Blockflötistin und Musikhochschullehrerin
- Dorothee Pesch (* 1964), deutsche Rocksängerin
- Dorothé Reinoss (* 1966), deutsche Schauspielerin
- Dorothee Röhrig (* 1952), deutsche Journalistin und Buchautorin
- Dorothee Schneider (* 1969), deutsche Dressurreiterin
- Dorothee Schön (* 1961), deutsche Drehbuchautorin
- Dorothee Schumacher (* 1966), deutsche Damenmodeschöpferin und Unternehmerin
- Dorothee Sölle (1929–2003), deutsche evangelische Theologin

Künstlername
- Dorothée (* 1953), französische Sängerin

## Belege
1. ↑  Dorothea. In: Behind the Name. Mike Campbell, abgerufen am 18. Juni 2022 (englisch).
2. ↑  Dorothea. In: Beliebte Vornamen. Knud Bielefeld, abgerufen am 18. Juni 2022.